# Psylla oshanini
Psylla oshanini är en insektsart som beskrevs av Loginova 1964. Psylla oshanini ingår i släktet Psylla och familjen rundbladloppor. Inga underarter finns listade i Catalogue of Life.